# 66-я армия
66-я армия (66 А) — оперативное войсковое объединение (общевойсковая армия) в составе Вооружённых Сил СССР во время Великой Отечественной войны.

## История
66-я армия сформирована 27 августа 1942 года на базе 8-й резервной армии в резерве Ставки ВГК. При формировании в состав армии вошли 49-я, 64-я, 120-я, 231-я, 299-я и 316-я стрелковые дивизии, 10-я, 69-я, 148-я и 246-я танковые бригады, 86-й гвардейский миномётный полк и другие части. Армия была включена в Сталинградский фронт (с 30 сентября 1942 года — Донской фронт). В составе перечисленных фронтов 66-я армия принимала участие в Сталинградской битве.
В сентябре — октябре 1942 года во взаимодействии с 24-й и 1-й гвардейской армиями неоднократно переходила в контрнаступление с целью разгрома противника, прорвавшегося к Волге севернее Сталинграда. Во взаимодействии с другими войсками фронта армия сковала значительную часть сил 6-й немецкой армии и тем самым ослабила её ударную группировку, наступавшую непосредственно на Сталинград.
В ходе контрнаступления под Сталинградом 66-я армия активными действиями не допустила переброски войск противника на направление главного удара Донского фронта. 24 ноября 1942 года частью сил перешла в наступление и у посёлка Рынок соединилась с войсками 62-й армии Сталинградского фронта, замкнув внутренний фронт окружения Сталинградской группировки немецких войск. В январе — феврале 1943 года участвовала в ликвидации окружённой группировки.
После завершения Сталинградской битвы с 6 февраля 1943 года входила в группу войск под командованием генерал-лейтенанта К. П. Трубникова (с 27 февраля — Сталинградская группа войск), резерв Ставки ВГК.
13 марта 1943 года передана Резервному фронту (с 15 апреля — Степной военный округ).
5 мая 1943 года 66-я армия преобразована в 5-ю гвардейскую армию в составе Степного военного округа.
Десятки тысяч воинов армии награждены орденами и медалями, а 2 из них присвоено звание Героя Советского Союза.

## Состав на 20 ноября 1942 года
- 64-я стрелковая дивизия
  - 433-й стрелковый полк
  - 440-й стрелковый полк
  - 451-й стрелковый полк
  - 1029-й артиллерийский полк
- 99-я стрелковая дивизия
  - 1-й стрелковый полк
  - 197-й стрелковый полк
  - 206-й стрелковый полк
  - 22-й артиллерийский полк
- 116-я стрелковая дивизия
  - 441-й стрелковый полк
  - 548-й стрелковый полк
  - 656-й стрелковый полк
  - 406-й артиллерийский полк
- 226-я стрелковая дивизия
  - 985-й стрелковый полк
  - 987-й стрелковый полк
  - 989-й стрелковый полк
  - 875-й артиллерийский полк
- 299-я стрелковая дивизия
  - 956-й стрелковый полк
  - 958-й стрелковый полк
  - 960-й стрелковый полк
  - 843-й артиллерийский полк
- 343-я стрелковая дивизия
  - 1151-й стрелковый полк
  - 1153-й стрелковый полк
  - 1155-й стрелковый полк
  - 903-й артиллерийский полк
- Приданы 66-й армии:
  - 63-й отдельный истребительно-противотанковый дивизион
  - 58-я танковая бригада
    - 116-й танковый батальон

  - 7-й гвардейский армейский артиллерийский полк
  - 1102-й пушечный артиллерийский полк
  - 381-й истребительно-противотанковый артиллерийский полк
  - 136-й миномётный полк
  - 143-й миномётный полк
  - 56-й гвардейский миномётный полк
  - 72-й гвардейский миномётный полк
  - 278-й зенитный артиллерийский полк
  - 722-й зенитный артиллерийский полк
  - 1-й отдельный инженерный батальон
  - 432-й отдельный инженерный батальон[1]

## Командный и начальствующий состав

### Командующие
| N | Командующий армией | Период                           | Воинское звание                                   | Примечание |
| - | ------------------ | -------------------------------- | ------------------------------------------------- | ---------- |
| 1 | Курдюмов В. Н.     | 5 августа — 15 августа 1942      | Генерал-лейтенант                                 |            |
| 2 | Калинин С. А.      | 15 августа — 27 августа 1942     | Генерал-лейтенант                                 |            |
| 3 | Малиновский Р. Я.  | 27 августа — 14 октября 1942     | Генерал-лейтенант                                 |            |
| 4 | Жадов А. С.        | 14 октября 1942 — 16 апреля 1943 | Генерал-майор, с 27 января 1943 Генерал-лейтенант |            |

### Командующий Бронетанковыми войсками
сентябрь 1942 — 5 мая 1943 — полковник Чупрыгин, Даниил Семёнович

### Член Военного совета
- 5 августа 1942 — 20 апреля 1943 — полковой комиссар, с декабря 1942 полковник Кривулин А. М.

### Начальники штаба
| N | Начальник штаба  | Период                          | Воинское звание | Примечание |
| - | ---------------- | ------------------------------- | --------------- | ---------- |
| 1 | Воронин Г. Г.    | 24 августа — 30 августа 1942    | Полковник       |            |
| 2 | Корженевич Ф. К. | 30 августа 1942 — 23 марта 1943 | Генерал-майор   |            |
| 3 | Лямин Н. И.      | 23 марта — 20 апреля 1943       | Генерал-майор   |            |